# Дядо Божиловата надежда
Дядо Божиловата надежда е български телевизионен игрален филм (социално битова драма, новела) от 1986 година на режисьора Емил Капудалиев, по сценарий на Лада Галина. Оператор е Любомир Станоев. Музикален оформител е Димитър Герджиков, художник Иван Славчев.
Филмът е реализиран по едноименния разказ на Ангел Каралийчев.

## Актьорски състав
| В главните роли           | Изпълнител         |
| ------------------------- | ------------------ |
| дядо Божил, бивш хайдутин | Сотир Майноловски  |
| селският кръчмар Пъшо     | Вълчо Камарашев    |
| бижутерът                 | Юрий Яковлев       |
| дядо Минчо                | Александър Благоев |
|                           | Любомир Бъчваров   |